# Ormosia stipularis
Ormosia stipularis är en ärtväxtart som beskrevs av Adolpho Ducke. Ormosia stipularis ingår i släktet Ormosia och familjen ärtväxter. Inga underarter finns listade i Catalogue of Life.